# Departma Cundinamarca
Departma Cundinamarca (špansko Departamento de Cundinamarca) je eden od departmajev Kolumbije. Njegovo območje obsega 22.623 kvadratnih kilometrov (brez glavnega okrožja) in ima od leta 2018 2.919.060 prebivalcev. Ustanovljen je bil 5. avgusta 1886 v skladu z ustavnimi pogoji, predstavljenimi istega leta. Cundinamarca leži v središču Kolumbije.
Glavno mesto departmaja Cundinamarce je Bogotá, glavno mesto Kolumbije. To je poseben primer med kolumbijskimi departmaji, saj Bogotá pravno ni del Cundinamarce, je pa edini departma, ki ima glavno mesto, ki ga določa ustava (če bi prestolnico kdaj premaknili, bi bila potrebna ustavna reforma in s sklepo preprostega odloka, ki bi ga  sprejela skupščina Cundinamarca). V popisih je prebivalstvo za Bogoto in Cundinamarco prikazano ločeno; v nasprotnem primeru bi prebivalstvo Cundinamarce skupno več kot 10 milijonov.

## Etimologija
Ime Cundinamarca izhaja iz Kuntur marqa, avtohtonega izraza, ki verjetno izhaja iz [[kečuaščina|kečuaščine]g in pomeni "kondorjevo gnezdo".

## Geografija
Večina Cundinamarce je v  Cordilleri Oriental, južno od Boyacá, na zahodu meji na reko Magdalena, na vzhodu sega v porečje reke Orinoko in na jugu meji na Tolimo. Glavno okrožje Bogota je skoraj v celoti obkroženo z ozemljem Cundinamarca in je nastalo z razrezovanjem Cundinamarce. Zaradi te in drugih sprememb meje je sedanji departma Cundinamarca veliko manjši od prvotne države.
Po zadnjem popisu, opravljenem leta 2005, v departmaju Cundinamarci živi 2.280.037 ljudi (brez prestolnice Bogotá). Rasna slika je:
- Belci in mestici (96,28 %): mestici so mešane evropske in lokalne krvi. Metropolitansko območje Bogote ima zgodovino evropskega (ne omejeno na špansko) in drugega priseljevanja iz Latinske Amerike.
- Črnci ali Afrokolumbijci (3,33-3,37 %)
- staroselci (0,31-0,34 %)
- Romi (Gitano ali Cigani) (0,01 %)
- Vzhodni Azijci (0,01 %), pogosto kitajskega porekla. V departmaju živi približno 25.000 Kitajskih-Kolumbijcev.

Enotno metropolitansko območje tvorijo mesto Bogotá in občine Soacha, La Calera, Cota, Chía, Madrid, Funza, Mosquera, Fusagasugá, Facatativá in Zipaquirá.

### Pomembna mesta
Departma Cundinamarca je sestavljen iz 116 občin, od katerih jih ima šest več kot 100.000 prebivalcev in bi jih lahko obravnavali kot mesta: Soacha, Fusagasugá, Girardot, Facatativá, Zipaquirá in Chia, medtem ko je okrožje Bogotá v kategoriji prestolnice.
- Metropolitansko območje Bogotá: med drugim obsega mesta Soacha, Facatativá, Chia, Madrid, Funza in Mosquera. Njene dejavnosti so osredotočene na industrijski sektor. Posestniška dejavnost je pomembna zlasti v predmestjih, ki so bližja Bogoti: Chía, La Calera in Tocancipá.
- Girardot: na skrajnem jugozahodu in na meji z departmajem Tolima je glavno mesto province Alto Magdalena. Njegova glavna gospodarska dejavnost je trgovina, kar je posledica velike turistične dinamike in bližine večjih kmetijskih območij Tolime. Ima fakulteto in pomembne sejme in dogodke.
- Fusagasugá je med Bogoto in Girardotom. Glavno mesto province Sumapaz je pomembno središče kmetijskega trženja in regionalnih storitev ter izstopa kot izobraževalno mesto z veliko univerzo in trendom naraščanja prebivalstva. Njegovo gospodarstvo je osredotočeno predvsem na trgovino in kmetijsko trženje, s precejšnjo proizvodnjo okrasnih rastlin in cvetja za izvoz, po katerem je znano kot vrtno mesto Kolumbije.
- Zipaquirá: kljub temu, da je del metropolitanskega območja Bogota, se je uspelo mesto pozicionirati kot eno najpomembnejših središč kolumbijske industrije rudarjenja soli. Njegovo gospodarstvo je osredotočeno na trgovino in storitve.

Druga večja mesta so še Ubaté zaradi velike živinoreje in proizvodnje mleka. Guaduas je pomembno kulturno središče. Chocontá in Fred sta kmetijska središča.

### Province
Cundinamarca ima 15 provinc in glavno okrožje (Bogotá), ki hkrati deluje kot glavno mesto republike, glavno mesto departmaja in ločeno upravljano okrožje (ali oddelek).
Province so:
1. Almeidas
2. Alto Magdalena
3. Bajo Magdalena
4. Gualivá
5. Guavio
6. Magdalena Centro
7. Medina
8. Oriente
9. Rionegro
10. Sabana Centro
11. Sabana Occidente
12. Soacha
13. Sumapaz
14. Tequendama
15. Ubaté

## Turizem
- Slapovi La Chorrera (Eden najvišjih slapov na svetu)
- Cucunubá (prestolnica volne v Kolumbiji)
- Solna katedrala Zipaquirá
- Embalse de Tominé
- Salto de Tequendama
- Laguna de Guatavita
- Páramo de Chingaza